# Thượng Chí
Thượng Chí (tiếng Trung: 尚志市, Hán Việt: Thượng Chí thị) là một thành phố cấp huyện thuộc địa cấp thị Cáp Nhĩ Tân, tỉnh Hắc Long Giang, Cộng hòa Nhân dân Trung Hoa. Thành phố Thượng Chí có diện tích 8910 km2, dân số 630.000 người, trong đó thị dân 120.000. Mã số bưu chính của thành phố này là 150600. Trụ sở chính quyền nhân dân đóng tại trấn Song Thành. Về mặt hành chính, huyện cấp thị Thượng Chí được chia ra thành 10 trấn, 5 hương và 2 hương dân tộc. Trụ sở chính quyền nhân dân thành phố đóng tại trấn Thượng Chí. Thành phố này có trung tâm trượt tuyết Á Bố Lực rộng nhất thế châu Á và rộng thứ 3 thế giới. Tên gọi trước đây của Thượng Chí là Chu Hà, khu vực này được phát triển vào thời Quang Tự nhà Thanh. Tên gọi đã được đổi thành Thượng Chí để tưởng nhớ Triệu Thượng Chí chống Nhật năm 1946.

## Khí hậu
| Dữ liệu khí hậu của Shangzhi, elevation 190 m (620 ft), (1991–2020 normals, extremes 1971–2010) | Dữ liệu khí hậu của Shangzhi, elevation 190 m (620 ft), (1991–2020 normals, extremes 1971–2010) | Dữ liệu khí hậu của Shangzhi, elevation 190 m (620 ft), (1991–2020 normals, extremes 1971–2010) | Dữ liệu khí hậu của Shangzhi, elevation 190 m (620 ft), (1991–2020 normals, extremes 1971–2010) | Dữ liệu khí hậu của Shangzhi, elevation 190 m (620 ft), (1991–2020 normals, extremes 1971–2010) | Dữ liệu khí hậu của Shangzhi, elevation 190 m (620 ft), (1991–2020 normals, extremes 1971–2010) | Dữ liệu khí hậu của Shangzhi, elevation 190 m (620 ft), (1991–2020 normals, extremes 1971–2010) | Dữ liệu khí hậu của Shangzhi, elevation 190 m (620 ft), (1991–2020 normals, extremes 1971–2010) | Dữ liệu khí hậu của Shangzhi, elevation 190 m (620 ft), (1991–2020 normals, extremes 1971–2010) | Dữ liệu khí hậu của Shangzhi, elevation 190 m (620 ft), (1991–2020 normals, extremes 1971–2010) | Dữ liệu khí hậu của Shangzhi, elevation 190 m (620 ft), (1991–2020 normals, extremes 1971–2010) | Dữ liệu khí hậu của Shangzhi, elevation 190 m (620 ft), (1991–2020 normals, extremes 1971–2010) | Dữ liệu khí hậu của Shangzhi, elevation 190 m (620 ft), (1991–2020 normals, extremes 1971–2010) | Dữ liệu khí hậu của Shangzhi, elevation 190 m (620 ft), (1991–2020 normals, extremes 1971–2010) |
| Tháng                                                                                           | 1                                                                                               | 2                                                                                               | 3                                                                                               | 4                                                                                               | 5                                                                                               | 6                                                                                               | 7                                                                                               | 8                                                                                               | 9                                                                                               | 10                                                                                              | 11                                                                                              | 12                                                                                              | Năm                                                                                             |
| ----------------------------------------------------------------------------------------------- | ----------------------------------------------------------------------------------------------- | ----------------------------------------------------------------------------------------------- | ----------------------------------------------------------------------------------------------- | ----------------------------------------------------------------------------------------------- | ----------------------------------------------------------------------------------------------- | ----------------------------------------------------------------------------------------------- | ----------------------------------------------------------------------------------------------- | ----------------------------------------------------------------------------------------------- | ----------------------------------------------------------------------------------------------- | ----------------------------------------------------------------------------------------------- | ----------------------------------------------------------------------------------------------- | ----------------------------------------------------------------------------------------------- | ----------------------------------------------------------------------------------------------- |
| Cao kỉ lục °C (°F)                                                                              | 3.9 (39.0)                                                                                      | 8.7 (47.7)                                                                                      | 18.8 (65.8)                                                                                     | 29.0 (84.2)                                                                                     | 32.1 (89.8)                                                                                     | 38.3 (100.9)                                                                                    | 35.4 (95.7)                                                                                     | 35.0 (95.0)                                                                                     | 29.7 (85.5)                                                                                     | 26.9 (80.4)                                                                                     | 19.6 (67.3)                                                                                     | 8.3 (46.9)                                                                                      | 38.3 (100.9)                                                                                    |
| Trung bình ngày tối đa °C (°F)                                                                  | −11.6 (11.1)                                                                                    | −6.0 (21.2)                                                                                     | 2.7 (36.9)                                                                                      | 13.3 (55.9)                                                                                     | 20.6 (69.1)                                                                                     | 25.7 (78.3)                                                                                     | 27.7 (81.9)                                                                                     | 26.2 (79.2)                                                                                     | 21.3 (70.3)                                                                                     | 12.4 (54.3)                                                                                     | 0.1 (32.2)                                                                                      | −9.8 (14.4)                                                                                     | 10.2 (50.4)                                                                                     |
| Trung bình ngày °C (°F)                                                                         | −18.7 (−1.7)                                                                                    | −13.7 (7.3)                                                                                     | −3.8 (25.2)                                                                                     | 6.5 (43.7)                                                                                      | 14.0 (57.2)                                                                                     | 19.8 (67.6)                                                                                     | 22.6 (72.7)                                                                                     | 20.9 (69.6)                                                                                     | 14.4 (57.9)                                                                                     | 5.5 (41.9)                                                                                      | −5.7 (21.7)                                                                                     | −15.8 (3.6)                                                                                     | 3.8 (38.9)                                                                                      |
| Tối thiểu trung bình ngày °C (°F)                                                               | −24.5 (−12.1)                                                                                   | −20.7 (−5.3)                                                                                    | −10.1 (13.8)                                                                                    | 0.0 (32.0)                                                                                      | 7.3 (45.1)                                                                                      | 14.4 (57.9)                                                                                     | 18.2 (64.8)                                                                                     | 16.5 (61.7)                                                                                     | 8.5 (47.3)                                                                                      | −0.1 (31.8)                                                                                     | −10.7 (12.7)                                                                                    | −21.1 (−6.0)                                                                                    | −1.9 (28.6)                                                                                     |
| Thấp kỉ lục °C (°F)                                                                             | −40.9 (−41.6)                                                                                   | −44.1 (−47.4)                                                                                   | −37.2 (−35.0)                                                                                   | −16.8 (1.8)                                                                                     | −5.8 (21.6)                                                                                     | 2.2 (36.0)                                                                                      | 7.7 (45.9)                                                                                      | 3.2 (37.8)                                                                                      | −6.1 (21.0)                                                                                     | −18.8 (−1.8)                                                                                    | −32.2 (−26.0)                                                                                   | −39.8 (−39.6)                                                                                   | −44.1 (−47.4)                                                                                   |
| Lượng Giáng thủy trung bình mm (inches)                                                         | 6.3 (0.25)                                                                                      | 7.5 (0.30)                                                                                      | 17 (0.7)                                                                                        | 29.2 (1.15)                                                                                     | 63.9 (2.52)                                                                                     | 97.7 (3.85)                                                                                     | 160.1 (6.30)                                                                                    | 149.3 (5.88)                                                                                    | 61.4 (2.42)                                                                                     | 35.2 (1.39)                                                                                     | 22.7 (0.89)                                                                                     | 12.6 (0.50)                                                                                     | 662.9 (26.15)                                                                                   |
| Số ngày giáng thủy trung bình (≥ 0.1 mm)                                                        | 6.7                                                                                             | 5.3                                                                                             | 7.5                                                                                             | 8.9                                                                                             | 12.7                                                                                            | 13.7                                                                                            | 14.8                                                                                            | 13.8                                                                                            | 10.0                                                                                            | 8.3                                                                                             | 8.2                                                                                             | 9.0                                                                                             | 118.9                                                                                           |
| Số ngày tuyết rơi trung bình                                                                    | 10.2                                                                                            | 7.6                                                                                             | 9.2                                                                                             | 3.3                                                                                             | 0.1                                                                                             | 0                                                                                               | 0                                                                                               | 0                                                                                               | 0.1                                                                                             | 2.5                                                                                             | 9.8                                                                                             | 12.3                                                                                            | 55.1                                                                                            |
| Độ ẩm tương đối trung bình (%)                                                                  | 74                                                                                              | 70                                                                                              | 64                                                                                              | 59                                                                                              | 64                                                                                              | 72                                                                                              | 81                                                                                              | 83                                                                                              | 78                                                                                              | 70                                                                                              | 71                                                                                              | 75                                                                                              | 72                                                                                              |
| Số giờ nắng trung bình tháng                                                                    | 164.4                                                                                           | 189.2                                                                                           | 224.2                                                                                           | 220.9                                                                                           | 243.9                                                                                           | 248.3                                                                                           | 228.7                                                                                           | 220.5                                                                                           | 226.1                                                                                           | 187.7                                                                                           | 148.7                                                                                           | 144.2                                                                                           | 2.446,8                                                                                         |
| Phần trăm nắng có thể                                                                           | 58                                                                                              | 64                                                                                              | 60                                                                                              | 54                                                                                              | 53                                                                                              | 53                                                                                              | 49                                                                                              | 51                                                                                              | 61                                                                                              | 56                                                                                              | 53                                                                                              | 53                                                                                              | 55                                                                                              |
| Nguồn 1: Cục Khí tượng Trung Quốc                                                               |                                                                                                 |                                                                                                 |                                                                                                 |                                                                                                 |                                                                                                 |                                                                                                 |                                                                                                 |                                                                                                 |                                                                                                 |                                                                                                 |                                                                                                 |                                                                                                 |                                                                                                 |
| Nguồn 2: Weather China                                                                          |                                                                                                 |                                                                                                 |                                                                                                 |                                                                                                 |                                                                                                 |                                                                                                 |                                                                                                 |                                                                                                 |                                                                                                 |                                                                                                 |                                                                                                 |                                                                                                 |                                                                                                 |